# PSV Eindhoven
El PSV (oficialmente en neerlandés, Philips Sport Vereniging, pronunciación en neerlandés: /ˌfilɪpˌspɔrt fəˈreːnəɣɪŋ/; en español, Asociación Deportiva Philips), y popularmente conocido como PSV Eindhoven, es un club polideportivo neerlandés, de la ciudad de Eindhoven (Brabante Septentrional). Fue fundado el 31 de agosto de 1913 para los empleados de la empresa de aparatos eléctricos Philips, y es conocido principalmente por su equipo profesional de fútbol, el cual disputa la Eredivisie, máxima categoría del fútbol neerlandés.
En su historia resaltan dos etapas doradas en torno a la conquista de la Copa de la UEFA de 1977-78 y la de la Copa de Europa de 1987-88 como parte del triplete que consiguió ese año. El equipo ha ganado 25 ligas neerlandesas, la Copa KNVB nueve veces y la Johan Cruijff Schaal trece veces, lo que lo convierte en el segundo equipo del país con más títulos nacionales tras el Ajax, mismo puesto que ocupa en su la clasificación histórica de la Eredivisie. A fecha de mayo de 2021 ocupa el puesto 56.º en el ranking de coeficientes de clubes de la UEFA.
Disputa sus encuentros como local en el Philips Stadion, recinto inaugurado en 1913 y que cuenta con una capacidad de 35 000 espectadores, el tercero de mayor aforo en los Países Bajos. El rojo y blanco son los colores tradicionales del club, los mismos que los del Ajax de Ámsterdam y Feyenoord, sus grandes rivales en el fútbol neerlandés, y junto a los cuales es considerado como uno de los «tres grandes» clubes del país por palmarés e historia.

## Historia

### Los primeros años

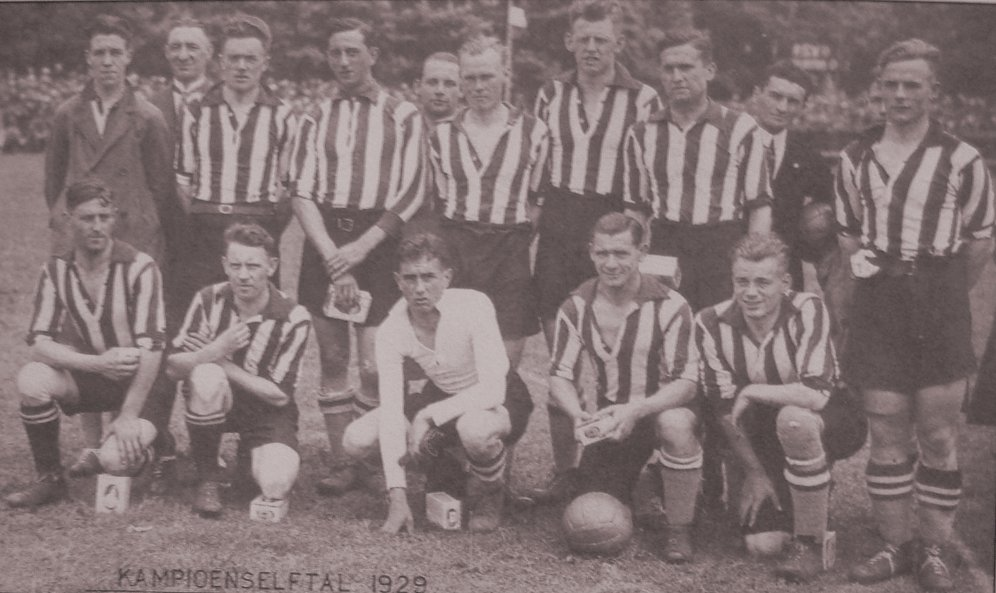
Equipo del P. S. V. campeón de liga en 1929.

El nacimiento del P. S. V. hay que situarlo en los años previos a la Primera Guerra Mundial, cuando la empresa Philips –dedicada entonces en la producción de lámparas incandescentes– decidió crear un club de fútbol para que jugasen sus trabajadores. Aunque los primeros partidos del Philips Sport Vereniging - Club de Deportes Philips en neerlandés - se disputaron en 1910, la fecha oficial de su fundación se estableció el 31 de agosto de 1913, cuando se inauguró el Philips Stadion, que todavía hoy sigue en la misma ubicación. Ese día, el PSV organizó un torneo para conmemorar el centenario de la victoria de la Séptima Coalición –de la que habían formado parte los Países Bajos– sobre las tropas de Napoleón.
Su debut en la máxima división data de 1921, pero en 1925 perdió la categoría; y al año siguiente pudo regresar a la división de honor, donde se ha mantenido hasta la fecha. En 1929 consigue su primer título de liga, empezando así a cuestionar el dominio de Ajax, Feyenoord y Go Ahead Eagles.
Desde 1939 el club inicia un proceso de modernización para convertirse en uno de los mejores de Europa, gracias al trabajo del presidente Frans Otten, quien apostó por la ampliación del estadio y la incorporación de fichajes como el de Coen Dillen, delantero que marcaría 287 goles en 328 partidos y que todavía conserva el récord de goles en una sola temporada (43).

### Desde 1955 a 1988
El P. S. V. logró clasificarse para disputar la primera Copa de Europa, en la temporada 1955/56. Pero su aventura fue fugaz al ser derrotado claramente por el Rapid Viena en la primera ronda (6-1 en Viena y 1-0 en Eindhoven)
En 1956 se convierte en uno de los nuevos participantes de la naciente liga llamada Eredivisie, siendo uno de los cuatro equipos que bajo el nuevo sistema de liga no ha descendido. En la temporada inaugural del campeonato, su jugador Coen Dillen, se convirtió en el primer máximo goleador del torneo.
El club se mantuvo en la primera plana neerlandesa hasta 1963, con la conquista de su cuarta liga. Pero la marcha de Frans Otten y Coen Dillen anticipaban el inicio de un declive de varios años en los que solo se consiguieron dos Copas Neerlandesas.
Los primeros síntomas que evidenciaban un cambio de tendencia llegaron en la temporada 1970/71, cuando el PSV llegó a las semifinales de la Recopa de Europa de la mano de Kurt Linder. Fueron eliminados por el Real Madrid, pero se sentaron las bases de un equipo que lograría dos ligas consecutivas (1975 y 1976). Su gran figura era Willy van der Kuijlen, centrocampista que sigue siendo el máximo goleador de la historia de la Liga Neerlandesa (311 goles en 545 partidos) y el tercer centrocampista más goleador de todos los tiempos tras los brasileños Rivaldo y Zico.
La racha ganadora se mantuvo hasta 1978, año en que, además de la liga, sumó su primer torneo internacional: la Copa de la UEFA. El equipo de Eindhoven, entrenado por Kees Rijvers, estuvo a punto de ser eliminado en semifinales; a pesar de ganar en la ida 3-0 al FC Barcelona. Pero a los 15 minutos de la vuelta, el Barça ya había metido dos goles. El PSV aguantó como pudo hasta el descanso y, al inicio de la segunda parte, marcó por mediación del galés Nick Deacy. Rexach volvió a meter en la eliminatoria al Barça, pero "los electrónicos" supieron mantener la compostura.
En la final, el P. S. V. se impuso al S. C. Bastia. El partido de ida estuvo marcado por una fuerte tormenta que a punto estuvo de suspender el partido. Los jugadores de ambos equipos hicieron lo que pudieron sobre un césped embarrado y el resultado fue un 0-0. En la vuelta, el conjunto aprovechó su superioridad como local para imponerse por 3-0 con goles de Van de Kerkhof, Deijkers y Van der Kuijlen.
Tras la Copa de la UEFA se abrió un nuevo bache en la trayectoria del PSV, en la que el equipo sólo tuvo actuaciones aceptables en el plano local hasta mediados de los años 80. Surgieron enfrentamientos entre los mejores jugadores del equipo, se empezaron a cuestionar los métodos del entrenador y la plantilla se fue desintegrando. En 1982, Van der Kuijlen abandonó el club al discutir con el nuevo técnico, Thijs Libregts. Esta época de crisis terminó en 1985, cuando se confió la dirección deportiva del club al exjugador del Feyenoord Hans Kraay, quien inició un cambio en la política de fichajes del PSV basada en dos pilares: fichar a las estrellas de los equipos rivales y buscar a jóvenes talentos todo el mundo para formarlos en la cantera. De esta forma se fichó a Ruud Gullit, procedente del Feyenoord, que fue la estrella del equipo que consiguió los títulos de liga conseguidos en 1986 y 1987. Pero Gullit, enfrentado con Kraay, forzó su fichaje por el AC Milan –que estableció un récord, ya que los italianos pagaron el equivalente a 7,7 millones de euros– y se perdió la mejor temporada de la historia del PSV.

### El triplete de 1988
Con Guus Hiddink como entrenador y jugadores de calidad como el portero Hans Van Breukelen y el central Ronald Koeman, el PSV tuvo en la temporada 87/88 la mejor de su historia. Los granjeros se hicieron con la Eredivisie a cuatro jornadas del final, marcando la increíble cifra de 117 goles y cediendo sólo dos derrotas. En la final de Copa, el PSV se impuso en la prórroga al Roda JC Kerkrade por 3-2.
Galatasaray, Rapid Viena y FC Girondins de Burdeos fueron los primeros rivales del PSV hacia la Copa de Europa. En semifinales volvió a cruzarse con un equipo español, en este caso el Real Madrid. La ida se disputó en el estadio Santiago Bernabéu; Hugo Sánchez apenas tardó cuatro minutos en hacer el 1-0, al transformar un penalti que le había hecho Van Breukelen; pero un fallo de Paco Buyo permitió el gol del empate, obra de Edward Linskens. Con el 1-1, Hiddink realizó un planteamiento defensivo para llegar con la ventaja del gol en campo contrario al partido de vuelta. En Eindhoven aunque Butragueño y Hugo Sánchez tuvieron ocasiones claras para marcar, el PSV mantuvo el 0-0 y accedió a la gran final. En la historia del Madrid esta eliminatoria es recordada como uno de los golpes más duros recibidos por la mítica ‘Quinta del Buitre’.
La final se disputó en el Neckarstadion de Stuttgart ante 70.000 espectadores. En este partido el PSV mantuvo el dominio del balón y fue quien disfrutó de las escasas ocasiones de gol ante un Benfica que se encomendó a su portero, Silvino Louro. Hubo que esperar hasta la tanda de penaltis para conocer al vencedor; los cinco primeros lanzamientos de ambos equipos fueron anotados y, en el sexto, Anton Janssen marcó para el PSV y António Veloso erró para el Benfica.

### Años 1990 a la actualidad
Tras la consecución de la Copa de Europa, el club siguió en una racha triunfal, logrando en los años 90 otros tres títulos de liga y una Copa, pero en Europa su actuación no fue del todo convincente, ya que no volvió a deslumbrar.
Su capacidad económica era limitada comparada con los grandes clubes de las grandes ligas (España, Italia, Alemania o Inglaterra), lo que ha hecho que desde entonces haya tenido que vender a todos los futbolistas que han destacado como Koeman, Romário, Ronaldo, Cocu, Jaap Stam, Ruud van Nistelrooy o Robben.
En 1999 se inició un periodo dorado en el equipo de Eindhoven con la consecución de siete títulos de liga en las nueve temporadas siguientes, a los que hay que sumar 2 Copas y 3 Supercopas. En estos años la estrella del equipo era el serbio Mateja Kezman, su último gran goleador. Además, en la temporada 2004/05 estuvo muy cerca de volver a disputar la final de la Champions League, pero fue apeado en semifinales por el AC Milan tras una eliminatoria igualadísima: perdiendo 0-2 en San Siro y ganando 3-1 en el Philips Stadion siendo eliminado por la regla del gol de visitante. En aquel PSV semifinalista destacaba su centro del campo con Phillip Cocu, Mark van Bommel, Park Ji-sung, Johann Vogel, y sus delanteros Jan Vennegoor of Hesselink, Jefferson Farfán y Dennis Rommedahl. Arjen Robben había dejado el club con destino al Chelsea la temporada anterior.
En las temporadas 2014/15, 2015/16 y 2017/18, el club ganó la Eredivisie.

## Uniforme

### Evolución del uniforme
| 1913-76 | 1976-86   | 1986-89 | 1989-90 | 1990-94 | 1994-95 | 1995-96 | 1996-97 | 1997-98 |
| 1998-99 | 1999-2000 | 2000-02 | 2002–04 | 2004–06 | 2006–08 | 2008–10 | 2010–12 | 2012–13 |
| 2013–14 | 2014–15   | 2015–16 | 2016–17 | 2017–18 | 2018–19 | 2019–20 | 2020–21 | 2021–22 |
| 2022–23 | 2023–24   | 2024–25 |         |         |         |         |         |         |

### Proveedores y patrocinadores
| Periodo | Proveedor      | Patrocinador        |
| ------- | -------------- | ------------------- |
| 1913-71 | Ninguno        | Ninguno             |
| 1971-76 | Le Coq Sportif | Ninguno             |
| 1976-82 | Adidas AG      | Ninguno             |
| 1982-95 | Adidas AG      | Philips             |
| 1995-15 | Nike           | Philips             |
| 2015-16 | Umbro          | Philips             |
| 2016-19 | Umbro          | Energiedirect.nl    |
| 2019-20 | Umbro          | Brainport Eindhoven |
| 2020-   | Puma           | Brainport Eindhoven |

## Estadio

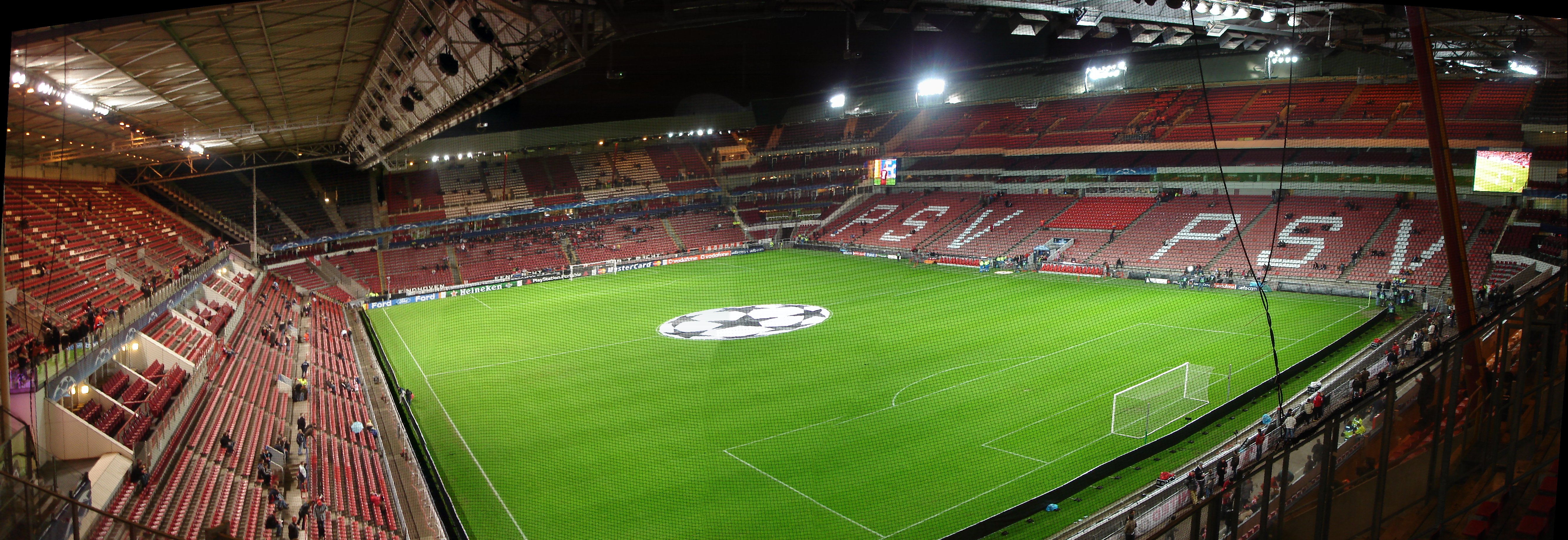
Vista panorámica del estadio.

El estadio de PSV se llama en neerlandés Philips Stadion y tiene capacidad para 35.000 espectadores. Fue inaugurado el 12 de diciembre de 1910 como Philips Sportpark.

## Jugadores

### Dorsales retirados
- 12  Hinchas del PSV
- 99  Phoxy (Mascota)

### Más presencias y Máximos goleadores
| Máximos goleadores | Máximos goleadores    | Máximos goleadores | Más partidos disputados | Más partidos disputados | Más partidos disputados |
| ------------------ | --------------------- | ------------------ | ----------------------- | ----------------------- | ----------------------- |
| 1.                 | Willy van der Kuijlen | 308 goles          | 1.                      | Willy van der Kuijlen   | 528 partidos            |
| 2.                 | Coen Dillen           | 288 goles          | 2.                      | Jan Heintze             | 425 partidos            |
| 3.                 | Piet Fransen          | 210 goles          | 3.                      | Willy van de Kerkhof    | 418 partidos            |
| 4.                 | Luuk de Jong          | 186 goles          | 4.                      | Berend Scholtens        | 388 partidos            |
| 5.                 | Jan van den Broek     | 154 goles          | 5.                      | Lieuwe Steiger          | 383 partidos            |

## Entrenadores
El club ha conocido a grandes entrenadores, entre los que destacan Kees Rijvers ganador de tres ligas y la Copa de la UEFA 1977-78 y Guus Hiddink que conquistó seis ligas y la Copa de Campeones de Europa 1987-88.
| - Kees Meijnders (1914-1916) - Wout Buitenweg (1920-1921) - Jan Vos (1921-1922) - John Leavy (1922-1926) - Ben Hoogstede (1926-1927) - Ignaz Klein (1927-1928) - Joop Klein Wentink (1928-1929) - Jack Hall (1929) - Sam Wadsworth (1935-1938) - Jan van den Broek (1938-1942) - Coen Delsen (1942-1945) - Sam Wadsworth (1945-1951) - Harry Topping (1951-1952) - Huub de Leeuw (1952-1956) - Ljubiša Broćić (1956-1957) - George Hardwick (1957-1958) - Cees van Dijke (1958-1959) - Ljubiša Broćić (1959-1960) - Franz Binder (1960-1962) | - Bram Appel (1962-1967) - Milan Nikolić (1967-1968) - Wim Blokland (1968) - Kurt Linder (1968-1972) - Kees Rijvers (1972-1980) - Jan Reker (1980) - Thijs Libregts (1980-1983) - Jan Reker (1983-1985) - Hans Kraay (1985-1987) - Guus Hiddink (1987-1990) - Bobby Robson (1990-1992) - Hans Westerhof (1992-1993) - Aad de Mos (1993-1994) - Kees Rijvers (1994) - Dick Advocaat (1994-1998) - Bobby Robson (1998-1999) - Eric Gerets (1999-2002) - Guus Hiddink (2002-2006) - Ronald Koeman (2006-2007) | - Jan Wouters (2007) - Sef Vergoossen (2008) - Huub Stevens (2008-2009) - Dwight Lodeweges (2009) - Fred Rutten (2009-marzo 2012) - Phillip Cocu (marzo 2012-julio 2012) - Dick Advocaat (julio 2012-julio 2013) - Phillip Cocu (julio 2013-junio 2018) - Mark van Bommel (julio 2018-dic. 2019) - Ernest Faber (dic. 2019-junio 2020) - Roger Schmidt (julio 2020-junio 2022) - Ruud van Nistelrooy (julio 2022-2023) - Fred Rutten (mayo 2023-junio 2023) - Peter Bosz (junio 2023) |

## Estadísticas en competiciones internacionales
Actualizado a la Temporada 2021-22.
| Torneo                                        | Temp. | PJ  | PG  | PE | PP  | GF  | GC  | Dif. | Puntos | Mejor posición   |
| --------------------------------------------- | ----- | --- | --- | -- | --- | --- | --- | ---- | ------ | ---------------- |
| Copa de Europa / Liga de Campeones de la UEFA | 29    | 183 | 68  | 42 | 73  | 243 | 228 | +15  | 246    | Campeón          |
| Recopa de Europa de la UEFA                   | 5     | 26  | 14  | 5  | 7   | 53  | 20  | +33  | 47     | Semifinal        |
| Copa de la UEFA / Liga Europa de la UEFA      | 26    | 171 | 85  | 38 | 48  | 288 | 182 | +106 | 293    | Campeón          |
| Liga Europa Conferencia de la UEFA            | 1     | 6   | 2   | 3  | 1   | 11  | 7   | +4   | 9      | Cuartos de final |
| Supercopa de la UEFA                          | 1     | 2   | 1   | 0  | 1   | 1   | 3   | -2   | 3      | Subcampeón       |
| Copa Intercontinental                         | 1     | 1   | 0   | 1  | 0   | 2   | 2   | 0    | 1      | Subcampeón       |
| Total                                         | 63    | 389 | 170 | 89 | 130 | 598 | 442 | +156 | 599    | 2 títulos        |

## Palmarés

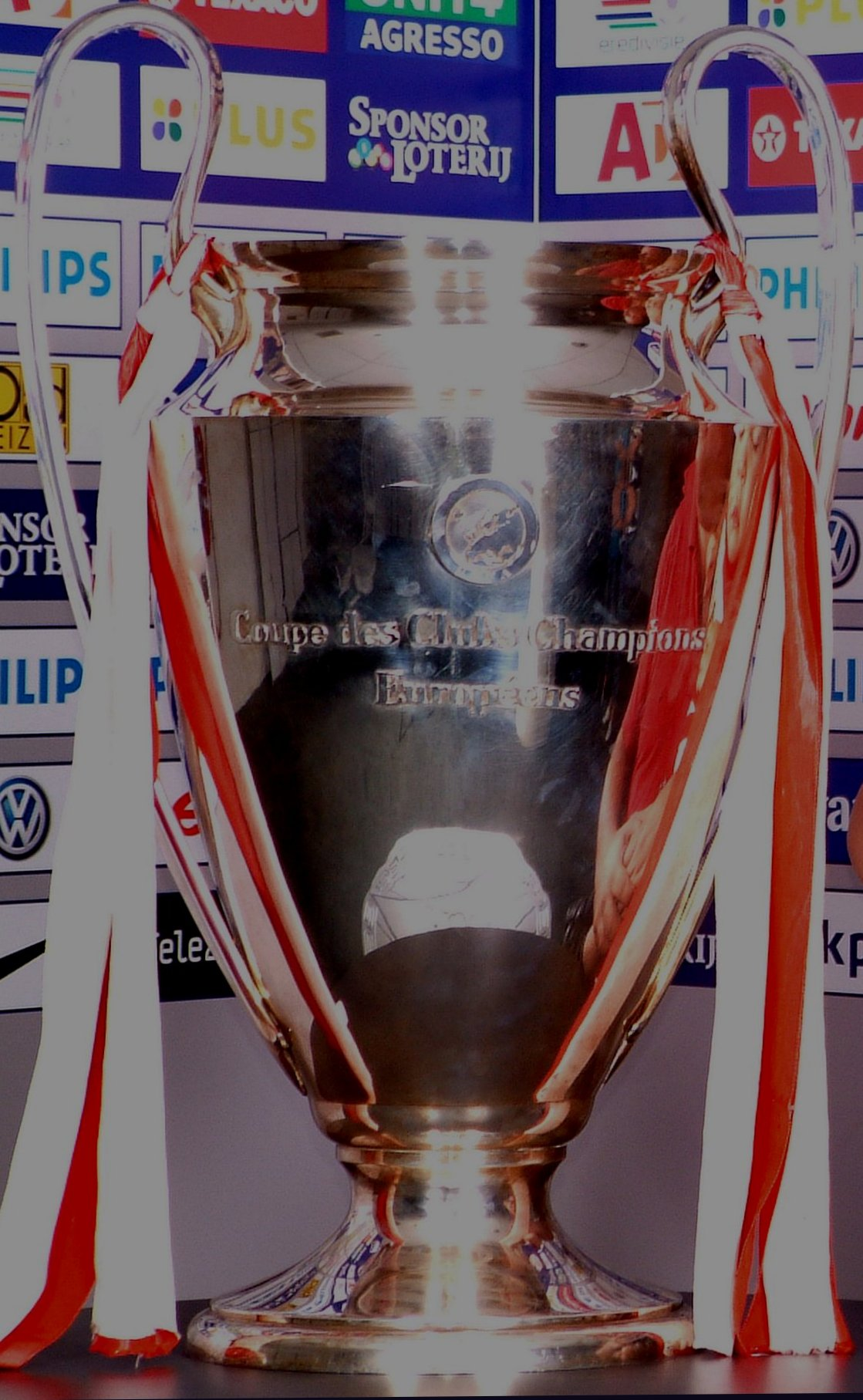
La Copa de Campeones de Europa 1987-88 ganada por el club.

Nota: en negrita competiciones vigentes en la actualidad.
Torneos nacionales (52)
| Competición nacional                          | Títulos | Subcampeonatos |
| --------------------------------------------- | --- | --- |
| División de Honor de los Países Bajos (26/17) | 1928-29, 1934-35, 1950-51, 1962-63, 1974-75, 1975-76, 1977-78, 1985-86, 1986-87, 1987-88, 1988-89, 1990-91, 1991-92, 1996-97, 1999-00, 2000-01, 2002-03, 2004-05, 2005-06, 2006-07, 2007-08, 2014-15, 2015-16, 2017-18, 2023-24, 2024-25. | 1940-41, 1961-62, 1963-64, 1976-77, 1981-82, 1983-84, 1984-85, 1989-90, 1992-93, 1995-96, 1997-98, 2001-02, 2003-04, 2012-13, 2018-19, 2020-21, 2022-23. |
| Copa de los Países Bajos (11/8)               | 1949-50, 1973-74, 1975-76, 1987-88, 1988-89, 1989-90, 1995-96, 2004-05, 2011-12, 2021-22, 2022-23. | 1931-32, 1938-39, 1968-69, 1969-70, 1997-98, 2000-01, 2005-06, 2012-13. (Récord)                                                                         |
| Supercopa de los Países Bajos (15/7)          | 1992, 1996, 1997, 1998, 2000, 2001, 2003, 2008, 2012, 2015, 2016, 2021, 2022, 2023, 2025. (Récord) | 1991, 2002, 2005, 2006, 2007, 2018, 2019. |

Torneos internacionales (2)
| Competición internacional   | Títulos  | Subcampeonatos |
| --------------------------- | -------- | -------------- |
| Liga de Campeones (1)       | 1987-88. |                |
| Liga Europa (1)             | 1977-78. |                |
| Copa Intercontinental (0/1) |          | 1988.          |
| Supercopa de Europa (0/1)   |          | 1988.          |

Torneos regionales (12)
| Competición internacional          | Títulos                                                                 | Subcampeonatos |
| ---------------------------------- | ----------------------------------------------------------------------- | -------------- |
| División de Primera Clase Sur (12) | 1929, 1931, 1932, 1933, 1935, 1937, 1938, 1941, 1948, 1951, 1954, 1955. |                |
| Segunda Categoría (2)              | 1921, 1926.                                                             |                |

#### Torneos importantes

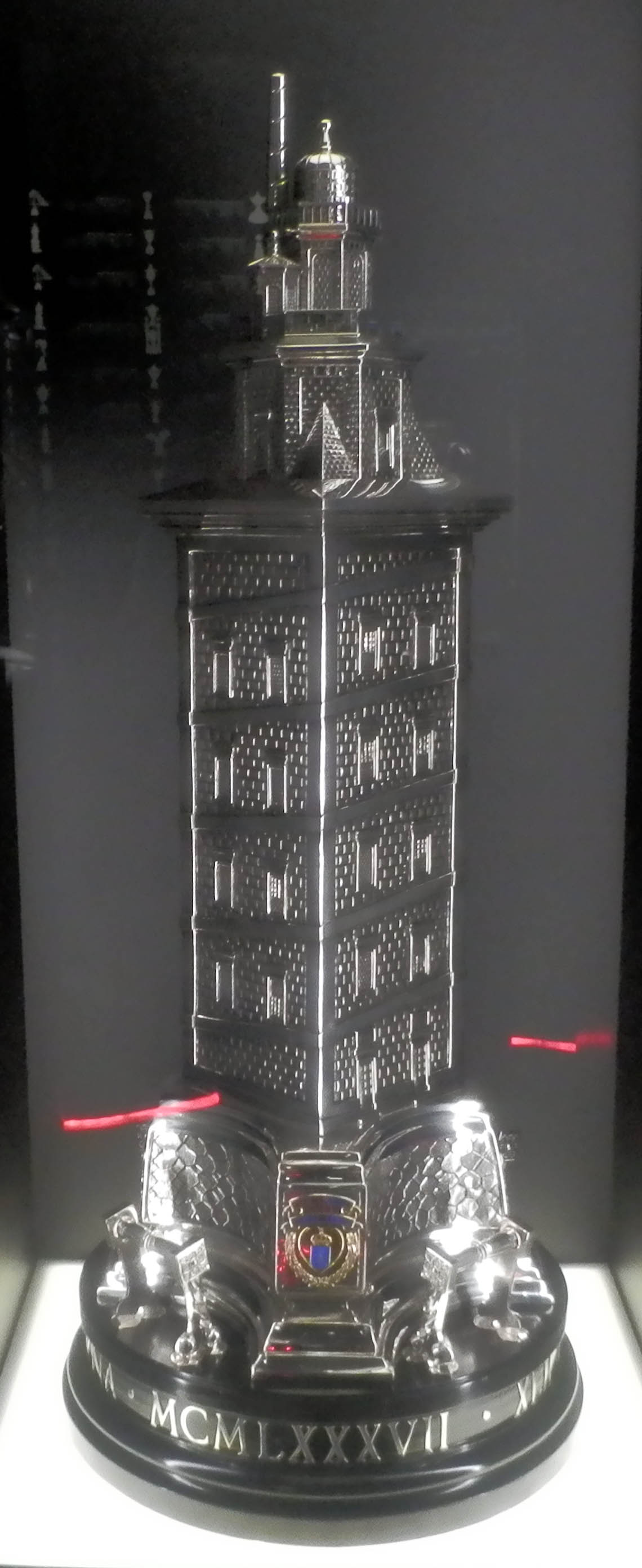
El PSV Eindhoven ganó el Trofeo Teresa Herrera en 1988.

- Torneo Philips (3): 1982, 1984, 1985.[2]
- Torneo Internacional de Fútbol de Maspalomas (4): 1984, 1985, 2000, 2015.
- Trofeo Naranja (1): 1974.
- Trofeo de la Comunidad Urbana de Lille (1): 1977.[3]
- Trofeo del Olivo (1): 1978.[cita requerida]
- Copa del Presidente (South Korea) (1): 1983.
- Trofeo Villa de Madrid (1): 1984.
- Trofeo Teresa Herrera (1): 1988.
- Trofeo Sant'Agata (Catania) (1): 1992.[4]
- Copa residencia (La Haya, Holanda) (1): 1997.[5]
- Trofeo Ciudad de Salamanca (1): 1997.
- Copa de la Paz (1): 2003.
- Copa de los Ferrocarriles de Rusia (1): 2007.
- Trofeo Ciudad de Palma (1): 2008.
- Trofeo Carabela de Plata (1): 2010.
- Torneo Masters de Polonia (1): 2012.[6]

### Juveniles

#### Torneos nacionales juveniles
- Eredivisie juvenil (4): 1997, 2000, 2010, 2011.
- Eredivisie Junior A (4): 1987, 1990, 1991, 2013.
- Eredivisie Junior B (2): 2003, 2004.
- Copa juvenil de los Países Bajos (3): 2001, 2005, 2008.

#### Torneos regionales juveniles
- Campeonato Interregional Junior A Sur I (8): 1974, 1975, 1977, 1978, 1979, 1980, 1984, 1985.[7]

#### Torneos internacionales juveniles
- PSV Otten Cup (19): 1955, 1965, 1966, 1967, 1971, 1976, 1977, 1978, 1981, 1983, 1984, 1987, 1988, 1990, 1991, 1994, 2002, 2003, 2009.[8]
- Copa Europa Jugend sub-17 (Austria) (4): 1989, 1993, 1994, 1998.[9]
- Eurovoetbal (2): 1989, 1991.
- Torneo esperanzas sub-20 Monthey (Suiza): 1984.[10]
- Torneo sub-16 Paul Nicolas - Bourgogne: 1992.[11]
- Torneo de Terborg: 2007.
- Torneo Internacional Wim Kuijper: 2008.[12]